# Eloria manesia
Eloria manesia är en fjärilsart som beskrevs av William Schaus 1927. Eloria manesia ingår i släktet Eloria och familjen tofsspinnare. Inga underarter finns listade i Catalogue of Life.